# Station Halewijn
Station Halewijn is een voormalige spoorweghalte in Halewijn, een gehucht in Drongen, deelgemeente van de Belgische stad Gent. De halte was gelegen tussen de stations Drongen en Landegem langs de Spoorlijn 50A.
De stopplaats werd in 1888 geopend (toen nog Halewyn) en in juni 1984 gesloten voor reizigersverkeer. De enige overblijfselen van deze halte waren de trappen aan het viaduct over het spoor. Dit viaduct is echter reeds vervangen door een nieuw met het oog op de uitbreiding van de spoorlijn en ook deze laatste restanten zijn ondertussen verdwenen. De straatnaam Halewijnstationstraat verwijst nog naar de voormalige stopplaats. De stopplaats bediende vooral inwoners uit het nabije Baarle en Luchteren.

## Aantal instappende reizigers
De grafiek en tabel geven het gemiddeld aantal instappende reizigers weer op een week-, zater- en zondag.
| Tabel: aantal instappende reizigers station Halewijn | Tabel: aantal instappende reizigers station Halewijn | Tabel: aantal instappende reizigers station Halewijn | Tabel: aantal instappende reizigers station Halewijn |
|                                                      | Weekdag                                              | Zaterdag                                             | Zondag                                               |
| ---------------------------------------------------- | ---------------------------------------------------- | ---------------------------------------------------- | ---------------------------------------------------- |
| 1977                                                 | 57                                                   | 23                                                   | 22                                                   |
| 1978                                                 | 86                                                   | 22                                                   | 24                                                   |
| 1979                                                 | 47                                                   | 8                                                    | 14                                                   |
| 1980                                                 | 48                                                   | 17                                                   | 19                                                   |
| 1981                                                 | 48                                                   | 6                                                    | 6                                                    |
| 1982                                                 | 48                                                   | 14                                                   | 17                                                   |
| 1983                                                 | 36                                                   | 7                                                    | 5                                                    |

3,8: Brussel-Zuid ·
7,8: Anderlecht ·
52,1: Gent-Sint-Pieters ·
56,1: Drongen ·
58,8: Halewijn ·
61,9: Landegem ·
64,9: Hansbeke ·
68,5: Bellem ·
71,5: Aalter ·
76,1: Maria-Aalter ·
80,7: Beernem ·
86,5: Oostkamp ·
92,2: Brugge ·
98,9: Varsenare ·
101,8: Jabbeke ·
108,0: Oudenburg ·
109,9: Zandvoorde ·
114,3: Oostende
Destelbergen · Drongen · Drongensesteenweg · Gentbrugge · Gent-Dampoort · Gent-Heirnis · Gent-Muide · Gent-Noord · Gent-Oost · Gent-Rabot · Gent-Rodenhuize · Gent-Sint-Pieters · Gent-Waas · Gent-Zeehaven · Gent-Zuid · Halewijn · Ledeberg · Merelbeke · Oostakker · Sint-Amandsberg-Westveld · Sint-Denijs-Westrem · Wondelgem